# آورو ۵۳۶
آورو ۵۳۶ (به انگلیسی: Avro 536) یک هواپیمای ساختِ کارخانهٔ آورو در کشور بریتانیا است. این هواپیما در ۱۹۱۹ میلادی نخستین پرواز خود را انجام داد.